# Педагогический музей (Киев)
Педагогический музей имени цесаревича Алексея, Педагогический музей, Филиал Центрального музея В. И. Ленина, Дом Учителя, укр. Будинок вчителя — музей в Киеве. Здание построено в 1901 году по проекту и под руководством архитектора П. Ф. Алёшина. В настоящее время здесь находится Киевский городской Дом учителя и небольшой Педагогический музей.

## История
В 1899 году Министерство народного просвещения России разрешило Киевскому учебному округу основать Педагогический музей. В коллекции музея были наглядные пособия, учебники, картины по истории просвещения. Музей не имел собственного помещения, поэтому коллекция располагалась в зданиях Первой Киевской дворянской и Пятой Киево-Печерской мужской гимназий, позднее в стенах Высших женских курсов на Фундуклеевской улице. Большинство экспонатов были куплены на Всемирной педагогической выставке, состоявшейся в 1900 году, на средства председателя Киевского биржевого комитета, предпринимателя и мецената, действительного статского советника С. С. Могилевцева.
В фондах музея скопилось большое количество ученических сочинений, рисунков, вышивок, поделок — места стало не хватать. После непростых переговоров между Киевским учебным округом и Городской думой последняя разрешила использовать для усадьбы будущего музея часть территории сада Первой киевской дворянской мужской гимназии.
Закладка собственного здания Педагогического музея состоялась в 1910 году. Могилевцев выделил более 500 тысяч рублей. Осенью 1912 года музей переехал в собственное здание, ставшее одним из шедевров архитектуры Киева начала XX века. Благодаря подрядчику Гинзбургу здание было построено в очень сжатые сроки.
Само здание после окончания строительных и отделочных работ 28 августа 1911 года осмотрел премьер-министр России Петр Столыпин. Тогда же сооружение освятили с участием митрополита Флавиана, обер-прокурора Св. Синода Саблера, министра просвещения Кассо, попечителя Киевского учебного округа Зилова, генерал-губернатора Трепова, городского головы Дьякова и многих других высокопоставленных чиновников.
На фронтоне здания была надпись «На благое просвещение русского народа». Надпись была снята в апреле 1918 года по решению тогдашних украинских властей.

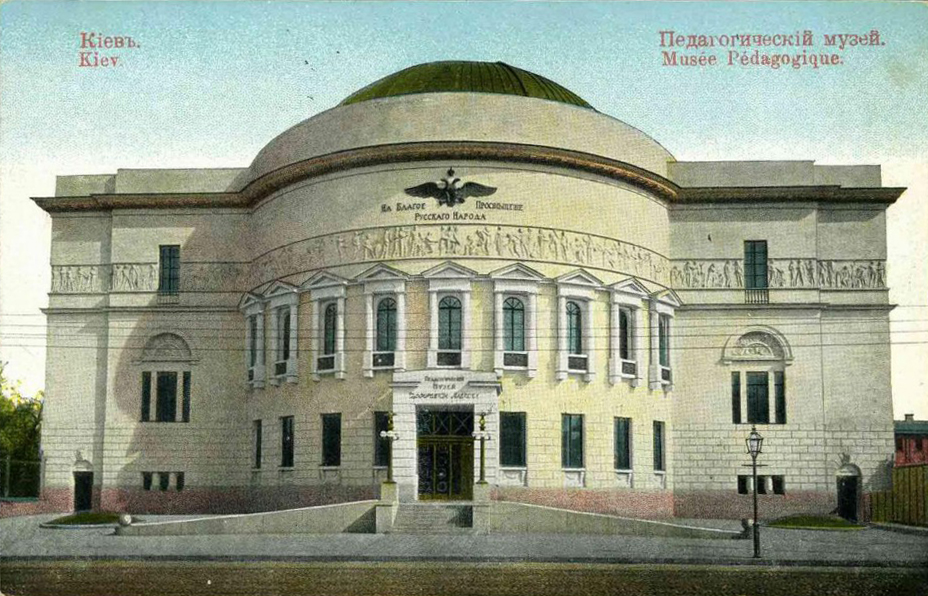
Здание Педагогического музея на почтовой открытке начала XX века

В здании открылись лекционный, концертный и выставочный залы, библиотека на 80 тысяч томов и читальный зал, образцовые кабинеты наглядных пособий (физический, химический, естествознания), непосредственно музейная экспозиция. Учителя со всей России приезжали сюда делиться опытом, проводили лекции светила мировой педагогической науки. В здании выступали с концертами симфонические и хоровые коллективы. До 1915 года посещение Педагогического музея было бесплатным для всех категорий населения — все расходы брало на себя киевское купечество.
С началом Первой мировой войны экспозицию и фонды музея эвакуировали в тыл (Орел и Курск), а в здание до августа 1917 года разместилась Киевская Военная школа лётчиков-наблюдателей позднее эвакуированная в Евпаторию. 
После Февральской революции с провозглашением УНР в здании располагалась Центральная рада. 
После падения Гетманата и захвата города войсками С. Петлюры в здании была организована тюрьма для офицеров служивших П. Скоропадскому.
Позднее, в помещении располагались Украинская государственная академия искусств, военные, Музей революции, Киевский облисполком.
С 1921 году тут размещался Пролетарский музей, с 1924 года — Музей Революции, устраивались художественные выставки.
В 1934 году при участии автора проекта П. Ф. Алёшина были проведены капитальная реконструкция и достройка, чтобы разместить в здании музей Ленина.
В 1937 году дом передан под филиал Центрального музея В. И. Ленина.
Перед началом немецкой оккупации Киева в 1941 году здание Музея Ленина было заминировано, но немецкие саперы обнаружили и обезвредили взрывчатку — сюжет о разминировании вошёл в один из выпусков Deutsche Wochenschau. Во время оккупации в здании находился Музей древнейшей истории, куда под руководством д-ра Гримма из Галле перевезли археологическую коллекцию из Киево-Печерской лавры.
После освобождения Киева в 1943—1982 гг. здесь вновь находился музей В. И. Ленина, который в 1982 году переместился в новое здание на пл. Ленинского Комсомола. С 1982 года в здании находится городской Дом Учителя.
10 октября 2022 года здание было повреждено российским ракетным ударом по соседнему перекрёстку.

## Архитектурные особенности

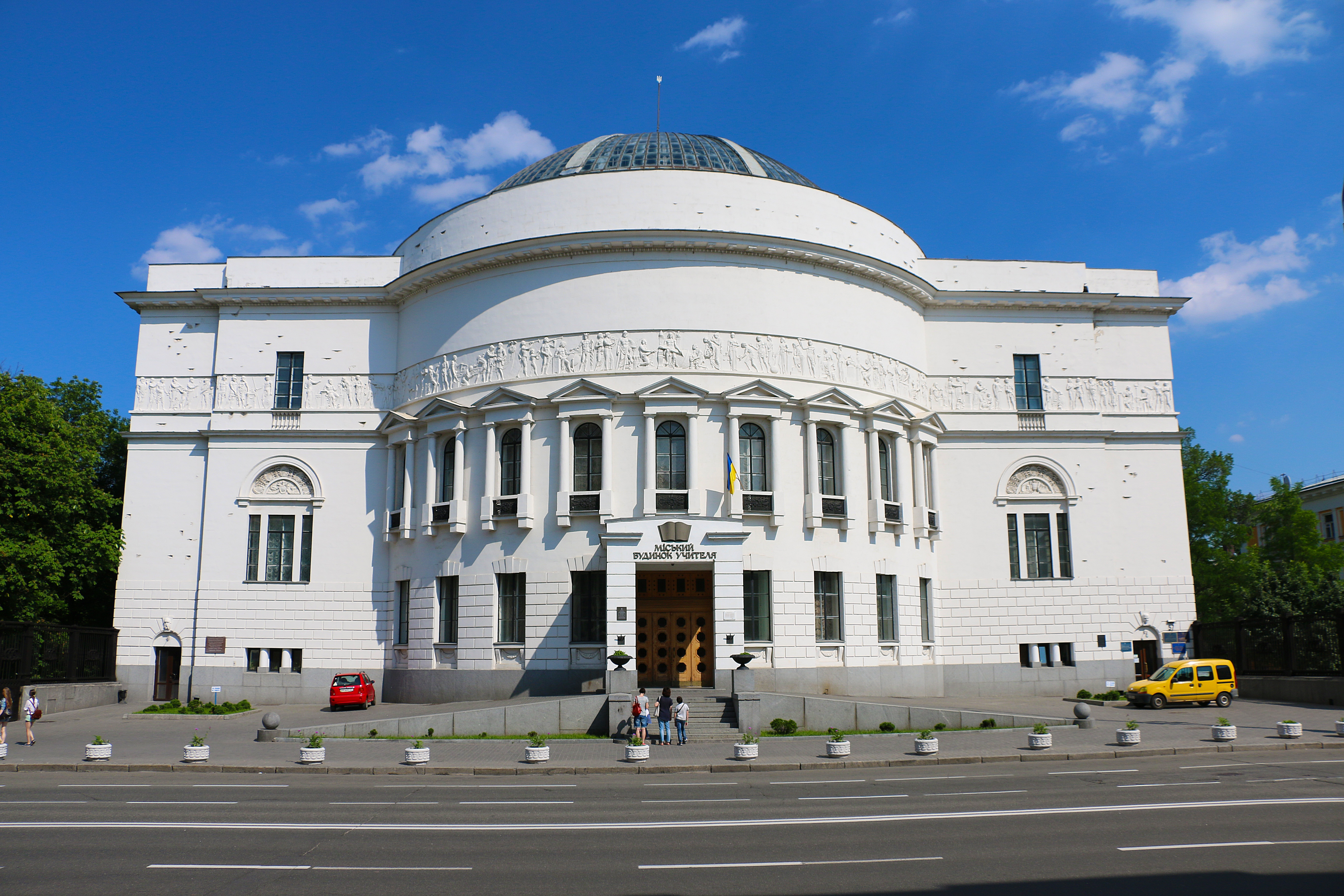
Главный фасад

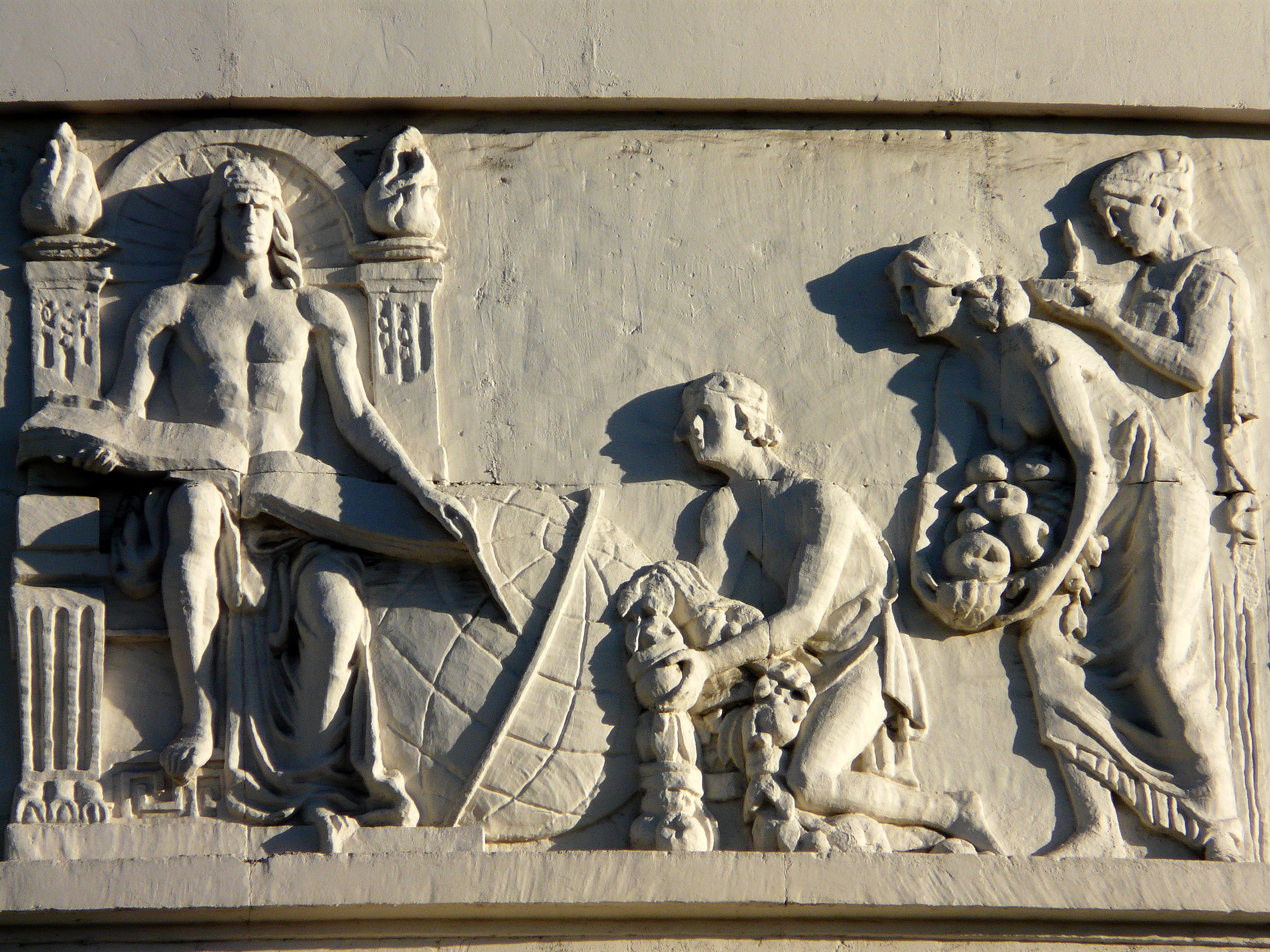
Деталь фриза

Здание трёхэтажное с цокольным полуэтажом. Прямоугольное в плане с внутренним двориком, стены сложены из кирпича, облицованы белым инкерманским камнем. Центральное место в композиции здания занимает полукруглый ризалит по главному фасаду, перекрытый куполом. В перекрытиях и несущих конструкциях использован железобетон. Фасады решены в творчески переработанных формах русского классицизма первой четверти XIX в. Резной скульптурный фриз на тему истории развития просвещения, охватывающий здание по третьему этажу, выполнен по проекту Л. А. Дитриха и В. В. Козлова. Чугунная ограда отлита по рисунку А. В. Беретти. Лучшее в городе здание, выполненное в архитектурно-художественных формах неоклассицизма, отличающееся общей ясностью композиции, новаторским подходом в использовании исторической детали, изяществом её трактовки.